# مارك ألايمو
مارك ألايمو (بالإنجليزية: Marc Alaimo)‏ مواليد 5 مايو 1942 في ميلواكي، الولايات المتحدة، هو ممثل أمريكي بدأ مسيرته الفنية سنة 1971.

## الأعمال
- البركة الميتة
- توتال ريكول

## روابط خارجية
- مارك ألايمو على موقع IMDb (الإنجليزية)
- مارك ألايمو على موقع روتن توميتوز (الإنجليزية)
- مارك ألايمو على موقع أول موفي (الإنجليزية)
- مارك ألايمو على موقع قاعدة بيانات الفيلم (الإنجليزية)